# Yottabyte
Een yottabyte (afgekort: YB) is 1.000.000.000.000.000.000.000.000 bytes (1024). Yotta is het SI-voorvoegsel voor quadriljoen.
In 2009 kwam alle internetdata in totaal nog niet in de buurt van een yottabyte, het zat rond de 500 exabytes (0,0005 YB). In 2020 werd geschat dat de internetdata rond de 44 zettabytes (0,044 YB) bedroeg.
Andere eenheden of benamingen: bit · nibble/tetrade · byte/octet · phit · qubit · qutrit · trit